# Zespół dworski w Czernichowie
Zespół dworski w Czernichowie – zespół dworski znajdujący się w Czernichowie, w gminie Czernichów, w powiecie krakowskim.
Obiekt, w skład którego wchodzi: dwór z poł. XIX w., lamus z XIX w., dom nauczycielski, elektrownia, budynki gospodarcze, ogrodzenie z bramą oraz park, został wpisany do rejestru zabytków nieruchomych województwa małopolskiego.
Pierwszy murowany obiekt został wybudowany w XVIII w. na terenie dawnego majątku folwarcznego rodu Kadłubowskich z Rybnej. W drugiej połowie XIX w. rozbudowano skrzydło zachodnie, dobudowano skrzydło północne i nadbudowano piętro. W latach 1857—1860 obiekt został zaadaptowany na szkołę rolniczą.
Stodoła murowana z 1872, obora z 1927. Park krajobrazowy według projektu Alojzego Różeczki z 1854.
Obecnie znajduje się w nim Zespół Szkół Rolnicze Centrum Kształcenia Ustawicznego im. Franciszka Stefczyka. Inicjatorem, założycielem i fundatorem Szkoły Rolniczej w Czernichowie było Towarzystwo Gospodarczo-Rolnicze Krakowskie. Otwarcie szkoły nastąpiło 20 czerwca 1860. Jest ona najstarszą działającą bez przerwy szkołą rolniczą w Polsce. W końcu XIX w. Czernichów stał się kolebką spółdzielczości wiejskiej w Galicji. W marcu 1890 profesor tej szkoły Franciszek Stefczyk założył pierwszą w Galicji, Spółdzielczą Kasę Oszczędności i Pożyczek.